# HD134365
HD134365 — хімічно пекулярна зоря спектрального класу
A8 й має видиму зоряну величину в смузі V приблизно 10,0.